# Caligopsyllus primus
Caligopsyllus primus is een eenoogkreeftjessoort uit de familie van de Paramesochridae. De wetenschappelijke naam van de soort is voor het eerst geldig gepubliceerd in 1975 door Kunz.